# Chionea pusilla
Chionea pusilla là một loài ruồi trong họ Limoniidae. Chúng phân bố ở miền Cổ bắc.